# Леопольдо, Кимо
Кимо Леопольдо или Кимо (англ. Kimo Leopoldo, 4 января 1968, Мюнхен, ФРГ) — бывший американский боец смешанных единоборств, выступавший в тяжёлом весе в различных промоушенах, в том числе UFC. Начинал карьеру в тхэквондо, также занимался кикбоксингом, рестлингом, практиковал бразильское джиу-джитсу. Обладатель чёрного пояса, четвёртого дана в тхэквондо. Дебютировал на турнире UFC 3 в 1994 году, куда выходил как представитель тхэквондо с чёрным поясом, однако в четвертьфинале проиграл Хойсу Грейси болевым приёмом. В 2011 году закончил карьеру. Кроме UFC выступал в Pride Fighting Championships, Cage Rage, World Fighting Alliance.

## Ранние годы
Леопольдо родился в Мюнхене, Западной Германии в семье американца с ирландскими и полинезийскими корнями и немки. В возрасте четырёх месяцев его семья переехала на Гавайи. Леопольдо с раннего детства занимался различными видами спорта, играл в американский футбол, занимался рестлингом и серфингом. Выступал за среднюю школу Ваяне по рестлингу, а также с командой выиграл соревнования для средних школ Гавайев под эгидой легкоатлетической ассоциации. Отмечались его успехи в американском футболе, что позволило ему поступить в Вашингтонский университет и получить стипендию для спортсмена. Однако, он не был готов к учёбе в вузе, поэтому практически сразу вернулся на Гавайи.
В Хантингтон-Бич, штат Калифорния Леопольдо решил возобновить карьеру в американском футболе. Под именем Ким Леопольд он достаточно быстро попал в число лучших игроков своего возраста по версии NJCAA, а также им заинтересовались многие колледжи Первого дивизиона. Однако, Кимо получил разрыв передних связок и не доиграл даже до середины второго сезона в колледже. В сложной для себя ситуации он познакомился с Джо Соном и решил заняться смешанными единоборствами после того, как посмотрел некоторые выступления других бойцов на кассетах, в том числе Хойса Грейси на UFC 1, против которого он в скором времени и выйдет на канвас.

## Карьера в смешанных единоборствах
На турнире UFC 3, который открывался 9 сентября 1994 года в Шарлотт (Северная Каролина), Кимо был заявлен как представитель тхэквондо, а уже в первом круге по жеребьевке ему попался чемпион двух первых турниров  Хойс Грейси. Основной задачей для Хойса стал перевод Кимо на канвас, однако тому некоторое время удавалось вести бой в стойке. Кимо даже смог пройти за спину и уронить Хойса, однако тот быстро вышел в маунт. Кимо удалось встать и перевернуть бой, в том числе он наносил акцентированные удары и пробивал защиту Хойса. В итоге ему всё-таки удалось захватить руку и провести армбар, после чего Кимо постучал в знак сдачи. Несмотря на то, что Хойс одержал победу в поединке, оказалось, что он не сможет продолжить, а дальше по сетке турнира прошел представитель Канады и годзю-рю каратэ Гарольд Говард. После того, как Хойс снялся с турнира, возник неприятный момент, когда Кимо и его менеджер Джо Сон выскочили на помост и начали прыгать и радоваться.
После этого Кимо отправился в Японию, где одержал три победы, в том числе над финалистом UFC 2 Патриком Смитом. Вернулся для участия в турнире UFC 8, где встретился с бывшим чемпионом UFC Кеном Шемроком в бою за чемпионский титул. Бой начался с атак Кимо, однако достаточно быстро Шемроку удалось отправить Кимо на настил. В итоге, всё решил болевой приём, когда Шемрок провёл скручивание пятки. 
Кимо вновь вернулся в Японию, где встретился с бывшим прорестлером Кадзуси Сакурабой, который только начинал профессиональную карьеру в смешанных единоборствах. Сакураба пытался пройти в ноги, в итоге Кимо оказался на спине, забрав шею противника. Сакурабе встал на ноги, однако полностью выйти из захвата он не смог. Кимо, контролируя шею, наносил удары коленями и придавил оппонента к канатам. На второй минуте Сакурабе удалось вывернуться и пройти в правую ногу Кимо, после чего бой переместился на канвас. В свою очередь Кимо удалось освободиться и он пытался провести рычаг локтя, подключая удары головой в затылок противника. Кимо забрал спину и начал проводить удушение сзади, но Сакурабе вновь удалось освободиться. На этот раз Сакураба забрал шею и пытался проводить удушающий прием, однако он не прошёл. Вновь оказавшись на канвасе, Кимо пытался доминировать и искал возможность провести болевой, добавляя удары руками в голову. Сакурабе вновь удалось выйти из сложной ситуации, он встал и пытался найти возможность для приёма, однако Кимо перевернул ситуацию, нашел брешь в обороне японца и применил удачный болевой удушающий через руку. Для Сакурабы этот бой стал первым и закончился поражением от более тяжелого и подготовленного противника. 
Затем Кимо был приглашен организаторами UFC на турнир Ultimate Ultimate 1996. Он выиграл первый бой против финалиста UFC 7 Пола Вареланса, однако потерял много сил и был вынужден сняться с турнира.
Затем Кимо вновь отправился в Японию, где на первом турнире Pride Fighting Championships был организован суперпоединок против трижды чемпиона UFC Дэна Северна. В противоречивом поединке бойцы в основном обменивались ударами в стойке. Под конец боя Северн попытался уронить Кимо, однако тот использовал канаты и прием не удался. Только на 29-й минуте Северну удалось перевести поединок в партер, однако это было слишком поздно, в итоге бой закончился вничью.
В следующий раз Кимо принял участие в турнире UFC 16, где встретился с топовым японским бойцом Цуёси Косакой. Кимо начал бой агрессивно, защищаясь от тейкдаунов и первые шесть с половиной минут закономерно доминировал. Однако после этого Кимо сбавил обороты и Косака получил преимущество, переведя бой на канвас точным правым джебом. С этого момента началось доминирование Косаки, который не упустил победу. В итоге, единогласным решением Косака победил во всех ключевых компонентах - ударах, грепплинге и контроле хода боя.
После этого Кимо взял перерыв и вернулся в смешанные единоборства вновь через четыре года в турнире WFA в бою против Тима Лайчика в 2002 году. Возвращение в UFC произошло на UFC 43, где он достаточно быстро победил Дэвида «Танка» Эбботта треугольником через руку. Также Кимо вернулся в кард на UFC 48, где он во второй раз встретился с Кеном Шемроком. Кимо был нокаутирован в первом раунде ударами коленей в голову. После боя Кимо сдал положительный тест на запрещенный стероид станозолол (винстрол), а также ряд других препаратов. Ему был назначен условный срок в шесть месяцев и штраф $5,000 в пользу Федерации спорта штата Невада.
22 июля 2006 года должен был состояться бой Кимо с Басом Рюттеном на турнире WFA "Король улиц". Однако, в пробах Кимо вновь были обнаружены запрещенные вещества и бой не состоялся. 
В последних боях Кимо уступил Дэйву Леджено сдачей, а затем Уэсу Симсу техническим нокаутом на турнире X-1.

## Карьера в кикбоксинге
Кимо дебютировал в кикбоксинге 3 марта 1995 года в Токио, где он встретился с бывшим чемпионом Масааки Сатаке в предварительном раунде, который позволял выйти в основную сетку турнира Гран-при K-1 1995 года. Кимо начал бой агрессивно, заставив своего оппонент защищаться. Он пытался продолжать мощными хуками, а Сатаке отвечал хайкиками и миддл-киками. Во втором раунде Сатаке трижды отправил Кимо в нокдаун и таким образом закончил бой TKO.
Вернулся на турнир Леопольдо в 2003 году также на событие Мировое гран-при II K-1 в Лас-Вегасе. Здесь он встретился с начинающим супертяжеловесом Бобом Саппом, в итоге бойцы устроили неоднозначный и жесткий бой. Сапп накидывал удары и колени, Кимо отвечал хуками, а в первом раунде бойцы по разу отправили друг друга в нокдаун. В следующем раунде Сапп также пытался доминировать, уронил ветерана и добавил удар в затылок. Несмотря на проигрыш Кима, зал в Лас-Вегасе скандировал его имя и освистал Саппа. Судья поединка, Нобуаки Какуда был подвергнут остракизму за то, что не остановил поединок, когда были нарушены правила, а также тянул время и позволил Саппу восстановиться во втором раунде.
Последний бой по правилам кикбоксинга на событии K-1 Burning 2004 Кимо нокаутом проиграл бывшему чемпиону по боксу в любителях Хироми Амада. Итоговая статистика Кимо в кикбоксинге 0-3.

## Карьера в кино
С 1996 года Леопольдо начал актёрскую карьеру, в основном работая с независимыми студиями. Он снялся в постановочном фильме «R.I.O.T.: The Movie», а также полнометражных картинах «Процесс», «Собачья проблема», «В клозете», «Пуля» и «Мстители: Гримм».

## Личная жизнь
В феврале 2009 года Кимо был арестован в Тастине (штат Калифорния). Также в этот период различные СМИ выпустили заявление, что Леопольдо умер от сердечного приступа в возрасте 41 года. 21 июля 2009 года на пресс-конференции он высказался против сплетен, которые распространяли, в том числе, близкие ему люди, а также объявил, что готов вернуться в ринг в ближайшее время.
Кимо известен большим количеством татуировок. Мотивом для тату, в том числе, являлись символы христианства, на животе набито Jesus, а на UFC 3 он вышел с крестом на всю спину.

## Статистика в смешанных единоборствах
| Боёв 19  | Побед 11 | Поражений 7 |
| -------- | -------- | ----------- |
| Нокаутом | 4        | 2           |
| Сдачей   | 7        | 4           |
| Решением | 0        | 1           |
| Ничьи    | 1        | 1           |

| Результат | Рекорд | Соперник        | Способ                         | Турнир                           | Дата             | Раунд | Время | Место                            | Примечание            |
| --------- | ------ | --------------- | ------------------------------ | -------------------------------- | ---------------- | ----- | ----- | -------------------------------- | --------------------- |
| Поражение | 11–7–1 | Уэс Симс        | TKO (удары)                    | Extreme Wars 5: Battlegrounds    | 6 октября 2006   | 1     | 3:21  | Гонолулу, США                    |                       |
| Поражение | 11–6–1 | Дейв Леджено    | Сдача (гильотина)              | Cage Rage 18                     | 30 сентября 2006 | 1     | 3:21  | Лондон, Англия                   |                       |
| Поражение | 11–5–1 | Икухиса Минова  | Сдача (болевой на ногу)        | Pride Bushido 8                  | 17 июля 2005     | 1     | 3:11  | Нагоя, Япония                    |                       |
| Победа    | 11–4–1 | Маркус Ройстер  | Сдача (треугольник)            | Rumble on the Rock 7             | 7 мая 2005       | 1     | 4:18  | Гонолулу, США                    |                       |
| Поражение | 10–4–1 | Кен Шемрок      | KO (колено)                    | UFC 48                           | 19 июня 2004     | 1     | 1:26  | Лас-Вегас, США                   |                       |
| Победа    | 10–3–1 | Дэвид Эбботт    | Сдача (треугольник через руку) | UFC 43                           | 6 июня 2003      | 1     | 1:59  | Лас-Вегас, США                   |                       |
| Победа    | 9–3–1  | Тим Лайчик      | TKO (сломанный палец)          | WFA 2: Level 2                   | 5 июля 2002      | 1     | 1:55  | Лас-Вегас, США                   |                       |
| Поражение | 8–3–1  | Цуёси Косака    | Решение (единогласное)         | UFC 16                           | 13 марта 1998    | 1     | 15:00 | Кеннер (Луизиана), США           |                       |
| Ничья     | 8–2–1  | Дэн Северн      | Ничья                          | PRIDE 1                          | 11 октября 1997  | 1     | 30:00 | Токио, Япония                    |                       |
| Победа    | 8–2    | Брайан Джонстон | Сдача (треугольник через руку) | Ultimate Explosion               | 16 апреля 1997   | 1     | 1:43  | Гонолулу, США                    |                       |
| Победа    | 7–2    | Пол Вареланс    | TKO (остановка углом)          | Ultimate Ultimate 1996           | 7 декабря 1996   | 1     | 9:08  | Бирмингем (Алабама), США         |                       |
| Победа    | 6–2    | Бам Бам Бигелоу | Сдача (треугольник)            | U-Japan                          | 17 ноября 1996   | 1     | 2:15  | Япония                           |                       |
| Победа    | 5–2    | Казуши Сакураба | Сдача (треугольник)            | Shoot Boxing – S-Cup 1996        | 14 июля 1996     | 1     | 4:20  | Токио, Япония                    |                       |
| Поражение | 4–2    | Кен Шемрок      | Сдача (ущемление пятки)        | UFC 8                            | 16 февраля 1996  | 1     | 4:24  | Сан-Хуан, Пуэрто-Рико            | За титул чемпиона UFC |
| Победа    | 4–1    | Ёсихиро Такаяма | Сдача (треугольник)            | Meiji Jingu Stadium Open Air MMA | 17 августа 1996  | 1     | 1:20  | Токио, Япония                    |                       |
| Победа    | 3–1    | Патрик Смит     | TKO (сдача от ударов)          | United Full Contact Federation 1 | 8 сентября 1995  | 1     | 2:59  | Саппоро, Япония                  |                       |
| Победа    | 2–1    | Фред Флойд      | Сдача (треугольник)            | United Full Contact Federation 1 | 8 сентября 1995  | 1     | 0:47  | Саппоро, Япония                  |                       |
| Победа    | 1–1    | Патрик Смит     | TKO (сдача, удары)             | K-1 Legend                       | 10 декабря 1994  | 1     | 3:00  | Нагоя, Япония                    |                       |
| Поражение | 0–1    | Ройс Грейси     | Сдача (армбар)                 | UFC 3                            | 9 сентября 1994  | 1     | 4:40  | Шарлотт (Северная Каролина), США |                       |

## Внешние ссылки
- Кимо Леопольдо на сайте Alchetron.com
- Tvitter
- MySpace